# جيش بولندا الشعبي
تأسس جيش بولندا الشعبي (بالبولندية: Ludowe Wojsko Polskie) ويختصر إلى (LWP) كتشكيل ثاني للقوات المسلحة البولندية في الشرق في 1943-1945، ومن 1945-1989، كان يشكل القوات المسلحة للدولة الشيوعية البولندية (المسماة منذ 1952، جمهورية بولندا الشعبية)، التي حكمها حزب العمال البولندي ثم حزب العمال البولندي الموحد. كانت القوات المسلحة البولندية التي يحكمها الشيوعيون والتي سمح بها جوزيف ستالين ويسر تشكيلها، نتيجة للجهود التي بذلها كل من ڤاندا فاشيليفسكا وزيغمونت برلينغ في أوائل الأربعينيات في الاتحاد السوفياتي.
كانت الأسماء الرسمية لتلك التشكيلات: الجيش البولندي في الاتحاد السوفيتي (Armia Polska w ZSRR) من 1943-1944، ثم القوات البولندية (Wojsko Polskie)، ثم القوات المسلحة لجمهورية بولندا (Siły Zbrojne Rzeczpospolitej Polskiej) من 1944-1952 ومن 1952 أصبحت تعرف باسم القوات المسلحة للجمهورية الشعبية البولندية (Sissy Zbrojne Polskiej Rzeczypospolitej Ludowej).

## تاريخه خلال الحرب العالمية الثانية

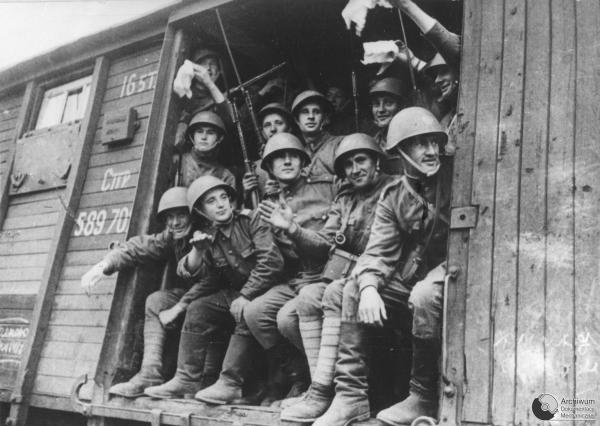
فرقة المشاة البولندية الأولى التابعة نواة جيش بولندا الشعبي، 1943

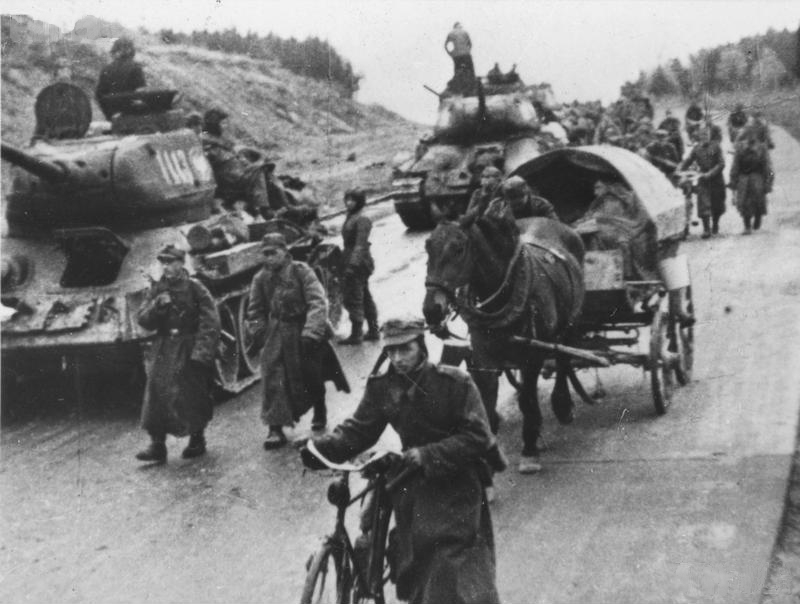
الجيش البولندي، 1945

كان جيش بولندا الشعبي (LWP) الذي تشكل خلال الحرب العالمية الثانية، في مايو 1943، في الأساس عبارة عن فرقة مشاة تاديوش كوسيوسكو البولندية الأولى، التي تطورت لتصبح الجيش البولندي الأول، المعروف باسم جيش برلينغ. ونتيجة نقص عدد الضباط البولنديين وسياسات الاتحاد السوفيتي، مَثلّ ضباط الجيش الأحمر السوفيتي في مارس 1945 ما يقرب من 52 ٪ من فيلق الضباط (15,492 من أصل 29,372). وبقي حوالي 4,600 منهم في جيش بولندا الشعبي بحلول يوليو 1946.
لم يكن هذا التشكيل البولندي هو الوحيد الذي قاتل بجانب الحلفاء ولا التشكيل الأول في الجبهة الشرقية. كانت القوة البولندية السابقة التي تشكلت في الاتحاد السوفيتي، المعروفة باسم جيش أندرس، موالية للحكومة البولندية في المنفى وفي ذلك الوقت انتقلت إلى إيران. وسرعان ما توسعت القوات البولندية الشيوعية من فرقة أولى إلى قيادتين رئيسيتين - الجيش البولندي الأول (تحت قيادة زيغمونت برلينغ) والجيش البولندي الثاني (بقيادة كارول سفرتشيفيسكي). شارك الجيش البولندي الأول في هجوم فيستولا - الأودر، معركة كووبجك ومعركة برلين الختامية.

## تاريخه فيما بعد الحرب

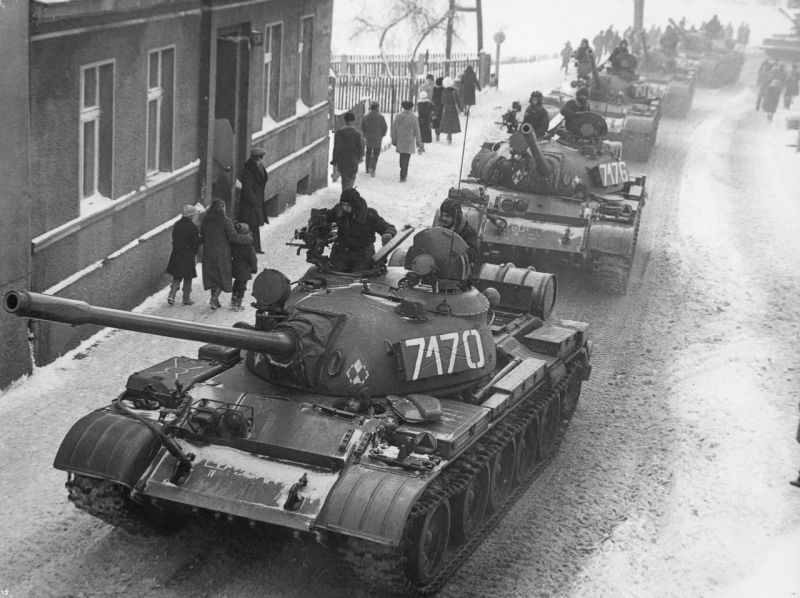
دبابات تي-55إيه تابعة لجيش بولندا الشعبي

بعد انتهاء الحرب، أعيد توزيع الجيش البولندي إلى ست مناطق (فيما بعد سبع) عسكرية. كانت هذه المناطق هي: منطقة وارسو العسكرية ومقرها الرئيسي في وارسو، منطقة لوبلين العسكرية ومقرها في لوبلين، منطقة كراكوف العسكرية ومقرها في كراكوف، منطقة وودج العسكرية ومقرها في وودج، منطقة بوزنان العسكرية ومقرها في بوزنان، منطقة بوميرانيا العسكرية ومقرها الرئيسي في تورون ومنطقة سيليزيا العسكرية ومقر الرئيسي في كاتوفيتسه.
في أواخر الأربعينيات وأوائل الخمسينيات، كان الجيش البولندي تحت قيادة مارشال الاتحاد السوفيتي ومارشال بولندا ووزير الدفاع البولندي كونستانتين روكوسوفسكي. وقد دمج بشكل متزايد في التشكيلات العسكرية السوفيتية. ثم خُففت هذه العملية في أعقاب أحداث أكتوبر البولندي عام 1956، عندما أضفى فواديسوف غوموكا صفة رسمية على جوانب العلاقة العسكرية بين بولندا والاتحاد السوفيتي.